# 拉沙佩勒昂特奈斯
拉沙佩勒昂特奈斯（法語：La Chapelle-Anthenaise，法語發音：[la ʃapɛl ɑ̃tnɛz]）是法国马耶讷省的一个市镇，位于该省中部，属于拉瓦勒区。

## 地理
拉沙佩勒昂特奈斯（48°7'21"N, 0°40'38"W）面积19.89 平方千米，位于法国卢瓦尔河地区大区马耶讷省，该省份为法国西北部内陆省份，北起芒什省和奧恩省，西接伊勒-维莱讷省，南至曼恩-卢瓦尔省，东临萨尔特省。
与拉沙佩勒昂特奈斯接壤的市镇（或旧市镇、城区）包括：阿让特雷、邦尚莱拉瓦勒、沙隆迪曼恩、卢韦内、萨塞、蒙叙尔。
拉沙佩勒昂特奈斯的时区为UTC+01:00、UTC+02:00（夏令时）。

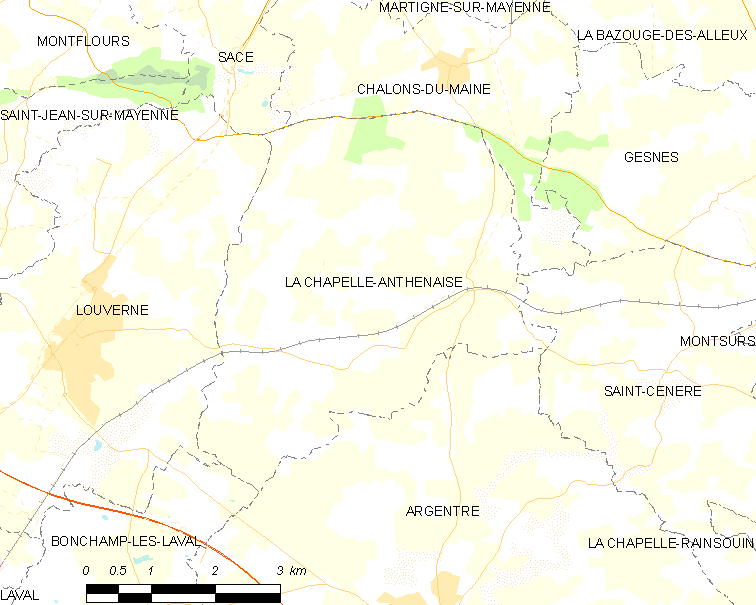
拉沙佩勒昂特奈斯的OSM定位图

## 行政
拉沙佩勒昂特奈斯的邮政编码为53950，INSEE市镇编码为53056。

## 政治
拉沙佩勒昂特奈斯所属的省级选区为邦尚莱拉瓦勒县。

## 交通
巴黎－布雷斯特铁路经过境内，原设有一站，现已拆除。前往弗莱尔方向的铁路由此出发，现已废弃。

## 人口

1962-2008年间拉沙佩勒昂特奈斯人口变化图示

拉沙佩勒昂特奈斯于2022年1月1日时的人口数量为963人。